# دان فراولي
دان فراولي هو لاعب هوكي الجليد كندي، ولد في 2 يونيو 1962 في ويست نيبسينغ في كندا.

## وصلات خارجية
- دان فراولي على موقع دوري الهوكي الوطني (الإنجليزية)
- دان فراولي على موقع قاعة مشاهير الهوكي (لاعب أن.إتش.أل) (الإنجليزية)
- دان فراولي على موقع EliteProspects.com (الإنجليزية)
- دان فراولي على موقع HockeyDB.com (الإنجليزية)
- دان فراولي على موقع Hockey-Reference.com (الإنجليزية)